# Grabs
Grabs (toponimo tedesco) è un comune svizzero di 6 929 abitanti del Canton San Gallo, nel distretto di Werdenberg.